# Enrique Cueto
Enrique Miguel Cueto Plaza (5 de enero de 1959) es un ingeniero comercial y empresario chileno, actual director del consejo directivo de LATAM Airlines Group.

## Primeros años de vida
Es hijo de Juan Cueto Sierra y de Sonia Plaza, es el mayor de cinco hermanos. Su abuelo paterno, Enrique Cueto Llada, fue un político español que murió fusilado defendiendo a la Segunda República en la Guerra Civil.
Estudió en el Saint George's College e ingeniería comercial en la Pontificia Universidad Católica.

## Vida pública
En 1982, recién egresado, se incorporó a Fast Air Carrier (nacida en 1978), entonces una pequeña aerolínea de carga fundada por su padre, Juan Cueto Sierra. Un año después se hizo cargo de la vicepresidencia de finanzas, puesto en el que se mantuvo por poco tiempo antes de pasar a la vicepresidencia ejecutiva, donde permaneció una década.
En 1994 asumió como gerente general y vicepresidente ejecutivo o CEO de LAN Chile -empresa de la que era director - luego que su familia accediera al control junto al empresario y político Sebastián Piñera (después presidente de Chile), y los grupos locales Hirmas y Eblen.
Durante su gestión la compañía inició su internacionalización, colocó acciones suyas en Wall Street a través del formato American Depositary Receipt (ADR), tomó la denominación LAN Airlines y se convirtió en una de las mayores aerolíneas de Latinoamérica.
En 2010 fue uno de los principales gestores del acuerdo para unir operaciones con la brasileña TAM Líneas Aéreas,negocio que se materializó a mediados de 2012 y que dio origen a LATAM Airlines Group. Hasta el 2020 fue el director ejecutivo de LATAM Airlines Group. Desde esa fecha es director en el consejo directivo de LATAM Airlines Group.
Fue presidente de ALTA, la Asociación de Líneas Aéreas Latinoamericanas.